# David Titcher
David N. Titcher est un scénariste et producteur de cinéma américain. Il est surtout connu comme le créateur de The Librarian (en) : Les Aventures de Flynn Carson : Le Mystère de la lance sacrée, La Malédiction du pharaon, Les Aventures de Flynn Carson : Le Trésor du roi Salomon, Le Tour du monde en quatre-vingts jours, Qu'il est dur d'être farceur, d'aimer la musique pop et les films d'horreur quand on a un père qui se présente aux élections, Les Aventures de Flynn Carson : Le Secret de la coupe maudite et Les Mystères de Londres.
Il est également connu comme coproducteur exécutif de Be My Valentine de Hallmark Channel.